# Argyreia parviflora
Argyreia parviflora är en vindeväxtart som först beskrevs av Ridley, och fick sitt nu gällande namn av V. Ooststr. Argyreia parviflora ingår i släktet Argyreia och familjen vindeväxter. Inga underarter finns listade i Catalogue of Life.